# 広島市立古田小学校
広島市立古田小学校（ひろしましりつ ふるたしょうがっこう）は、広島県広島市西区古江西町にある公立（市立）小学校。現在の住所は「古江」だが、学校名は古江地区が広島市と合併する前の村名である佐伯郡古田村に由来する。

## 歴史
- 1873年（明治6年）6月6日:創立。
- 戦後、古田学区の宅地化により児童数が増大。1988年には1599人に達し、広島市内最大の児童数となる。
- 児童数の増加のたびに、庚午小・山田小・高須小・古田台小を分離し、現在に至る。

2021年6月下旬、PTA会計担当が680万円を横領していたことが明らかとなった。

## 校歌
- 作詞作曲は永井建子。永井は佐伯郡石内村（現：広島市佐伯区石内）出身で、軍楽隊長として数々の軍歌を発表した後、関東大震災で被災し、古田村に転居。校歌を作詞作曲した。

## 住所
- 広島市西区古江西町18番43号

## アクセス
- 広島電鉄宮島線古江駅徒歩10分